# أمينة كاديلي
أمينة كاديلي (بالفرنسية: Amina Cadelli)، (مواليد جنيف، في 30 مارس 1990)، والمعروفة أيضًا باسم فليش لوف؛ أي رمز الحب (بالفرنسية: Flèche Love) هي مُلحنة ومغنية سويسرية جزائرية.

## السيرة

### الشباب والحفلات الأولى
أمينة كاديلي هي الثانية من بين ثلاث بنات. والدتها خبيرة في الاقتصاد الحاسوبي من أصل أمازيغي. والدها أيضًا عالم حاسوب. أختها الصغرى مغنية. تدعي أمينة كاديلي أنها حرة الجنس، وليست أنثوية الجنس. تتحدث الفرنسية والإنجليزية والإسبانية والعربية.
أثناء دراستها في جنيف، اكتشفت الهاربسكورد والموسيقى الباروكية، وأخذت دروسًا في المعهد الموسيقي. بدأت تؤدي أغاني الجاز في الحانات؛ حيث تعلمت الارتجال.
بدأت دراسة علم الشعوب ودراسة العقائد الدينية في جامعة نيوشاتيل، حيث كانت مهتمة بشكل خاص بدراسات النوع الاجتمعاعي وفكر ما بعد الاستعمارية، لكنها تخلت عن دراستها قبل التخرج.

### مجموعة كادي بُستاني
بين أواخر 2011 وأواخر 2015، كانت أمينة مغنية وشاعرة غنائية لمجموعة كادي بُستاني. خلال هذه السنوات، واجهت تحيزات جنسية في الوسط الموسيقى. في 2017، رفعت المجموعة دعوى قضائية ضد أمينة، مطالبة بتعويض.

## روابط خارجية
- أمينة كاديلي على موقع المحدد المعياري الدولي للأسماء